# Lidar (program telewizyjny)
Lidar – telewizyjny magazyn techniczny dla młodzieży. 
Ten 45-minutowy program ukazywał się co dwa tygodnie i był emitowany w II programie TVP w latach 1974–1981, najczęściej o 17.15, w każdą drugą środę miesiąca. Za realizację (autor scenariusza i prowadzenie) był odpowiedzialny red. Marek M. Jakubiec jednak najczęściej prezentował go red. Jerzy Łuczak (obaj z Telewizji Katowice). Oprócz emisji filmów o charakterze popularnonaukowym audycja ta animowała młodego widza do czynnego zajmowania się techniką (majsterkowaniem). Bardzo istotną częścią programu była prezentacja ulepszeń technicznych z zakresu "Moje hobby-technika" do własnoręcznego wypróbowania w domu. Emisja tego programu została wstrzymana po wyemigrowaniu jej autora do Niemiec.